# Zmróżka żółtawa
Zmróżka żółtawa (Cryptocephalus fulvus) – gatunek chrząszcza z rodziny stonkowatych i podrodziny Cryptocephalinae.

## Taksonomia

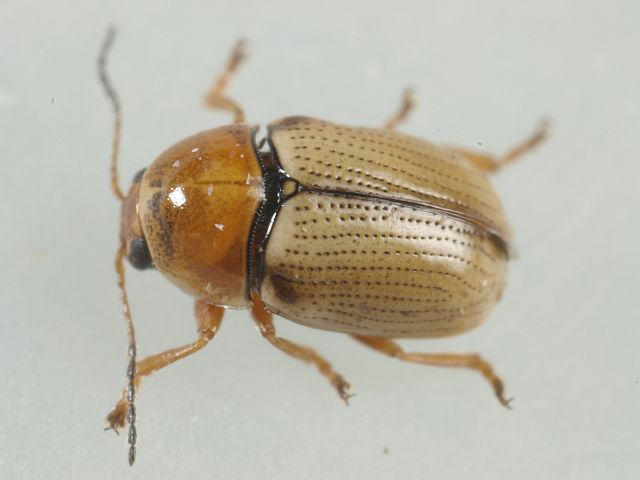
Jasna forma barwna

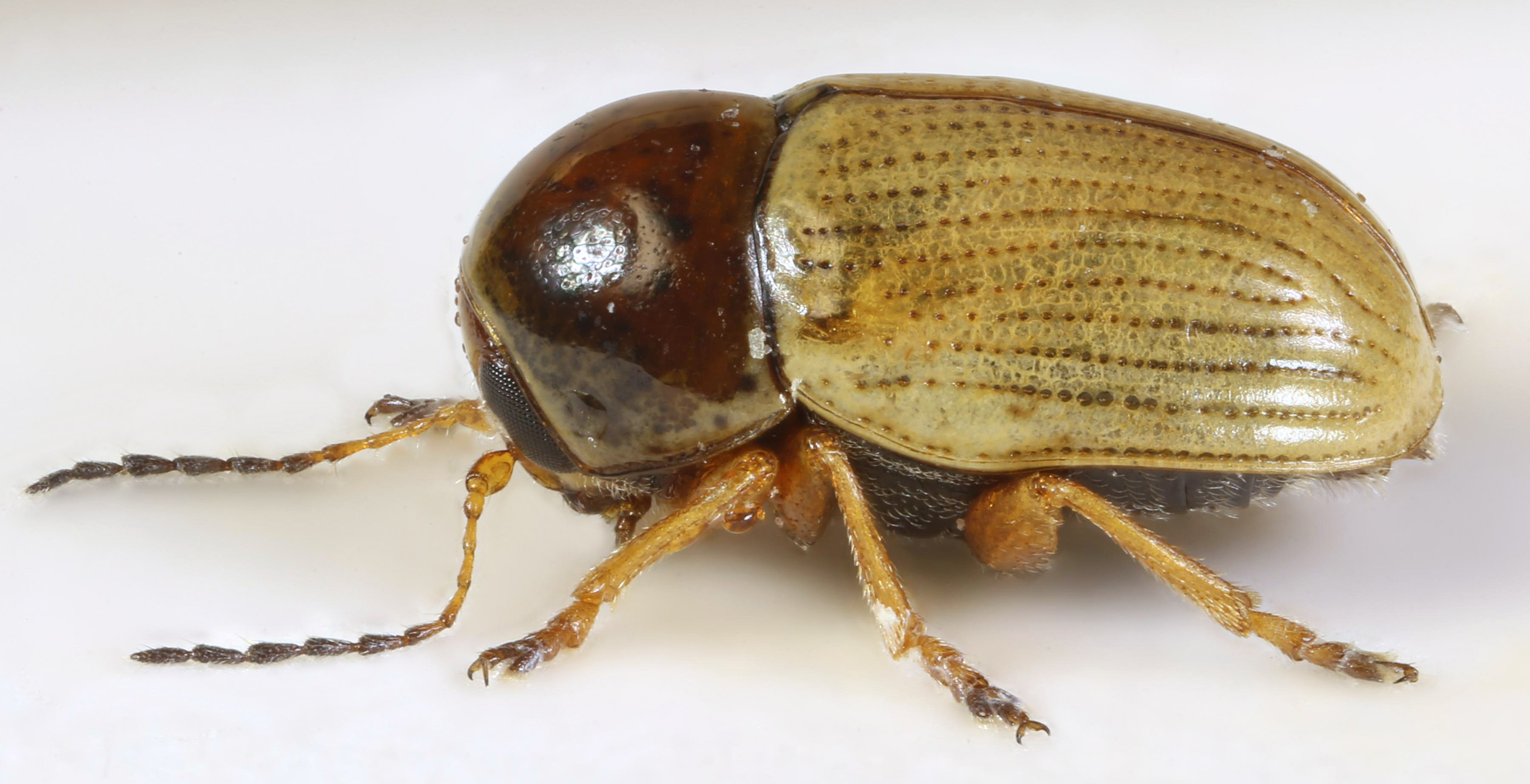
Widok z boku

Gatunek po raz pierwszy został naukowo opisany w 1777 roku przez Johanna A.E. Goeze jako Chrysomela fulva.

## Morfologia
Chrząszcz o krępym, walcowatym ciele długości od 2 do 3 mm. Głowa może być jasnożółta z brunatnym ciemieniem lub żółta z czarnymi: ciemieniem, skroniami i para plamek przy panewkach czułkowych oraz brunatną pręgą przez środek czoła. Nitkowate czułki w nasadowej części są pomarańczowożółte, a w pozostałej brunatnoczarne. Przedplecze jest żółtopomarańczowe z ciemniejszą, nawet czarną krawędzią tylną. Powierzchnia przedplecza jest błyszcząca, pozbawiona wklęśnięć, opatrzona wyraźnym lecz bardzo drobnym punktowaniem. Kolor tarczki jest czarny z jasną plamą pośrodku. Ubarwienie pokryw jest jasnożółte z czarnymi krawędziami przednimi i przyszowymi oraz parą jasnobrunatnych plam na guzach barkowych, niekiedy przedłużonych ku tyłowi w smugi. Wyraźne i głębokie punktowanie pokryw układa się w regularne rządki, a na jasnym tle punkty są brunatnie lub czarno podbarwione. Kolor spodu ciała może być od brunatnego po czarny. Żółtą barwę mają odnóża. Odnóża przedniej pary mają nierozszerzone wierzchołki goleni. Genitalia samca odznaczają się prąciem o krótkim i ściętym na szczycie wyrostku grzbietowym oraz lekko na boki rozchylonych wyrostkach bocznych.

## Ekologia i występowanie
Owad ten zasiedla stanowiska otwarte, suche i nasłonecznione, w tym siedliska ruderalne, ugory, porośnięte trawą piaskownie i suche łąki. Owady dorosłe aktywne są od czerwca do września. Spotyka się je na roślinach zielnych, a czasem też na krzewach i drzewach liściastych. Żerują na liściach, kwiatach i pąkach różnych roślin.
Gatunek palearktyczny, znany z niemal wszystkich krajów Europy, Maroka, Algierii, Turcji, Syberii, Azji Środkowej, północnego Iranu i Korei.